# Pojorta, Brașov
Pojorta este un sat în comuna Lisa din județul Brașov, Transilvania, România.

## Istorie
La recensământul populației din 24 aprilie 1927, în Pojorta au fost recenzate 385 de persoane, dintre care 197 de bărbați și 188 de femei, toți fiind români. Dintre aceștia, 60 erau ortodocși, iar ceilalți 325 erau greco-catolici.

## Personalități
- Gheorghe Moldovanu (1894 - ?),  deputat în Marea Adunare Națională de la Alba Iulia 1918

## Galerie de imagini

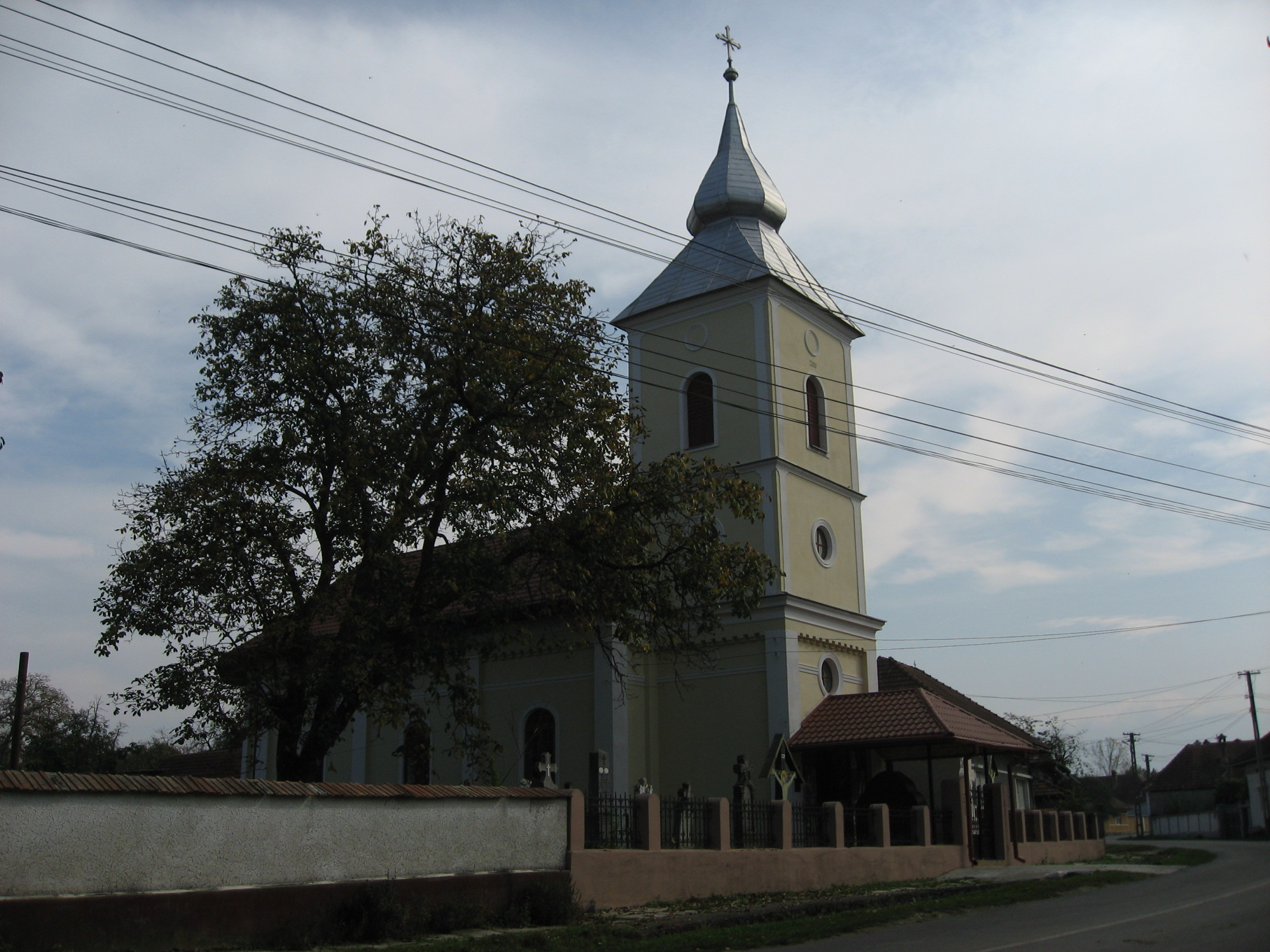
Biserica ortodoxă din Pojorta
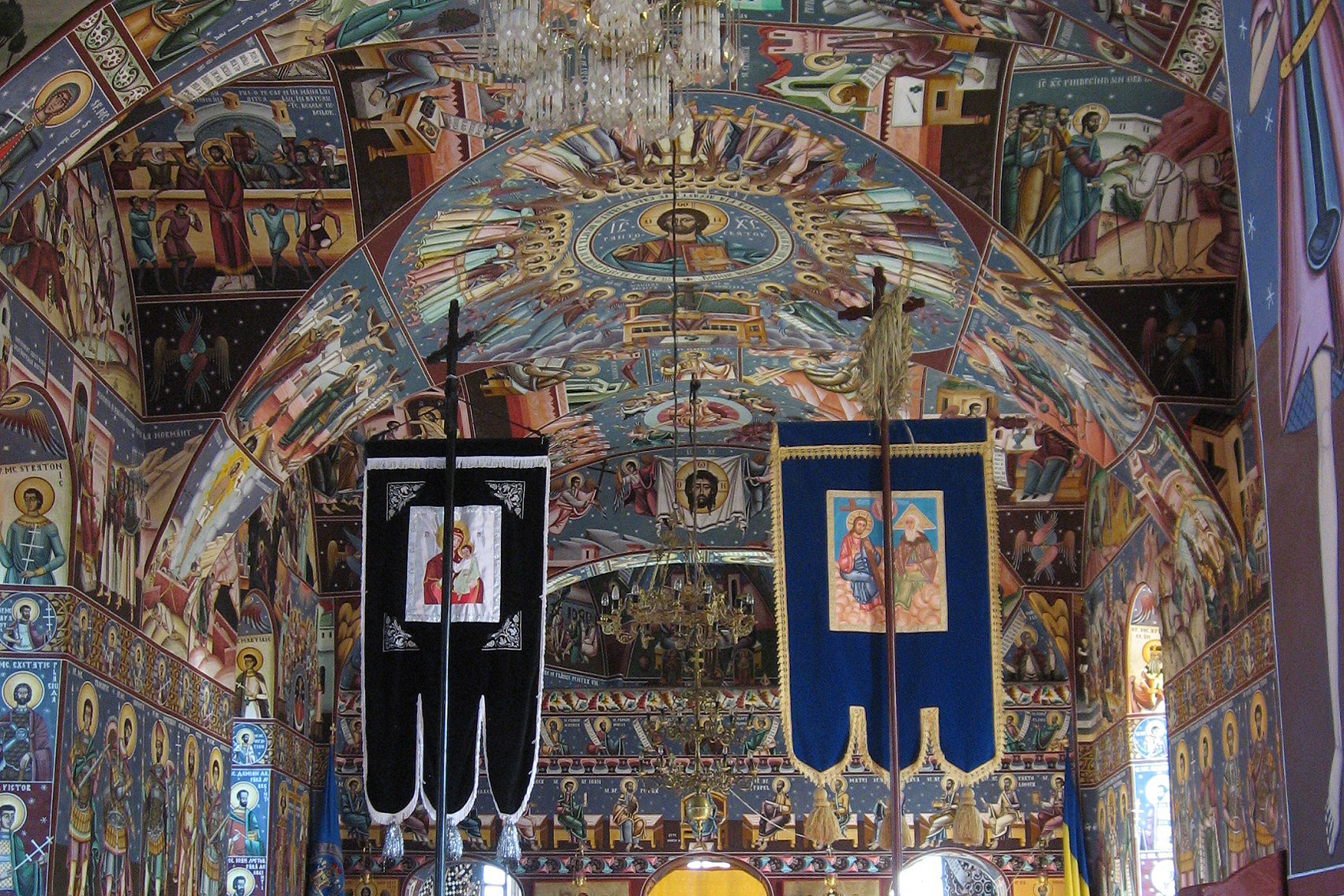
Frescă bizantină în biserica ortodoxă
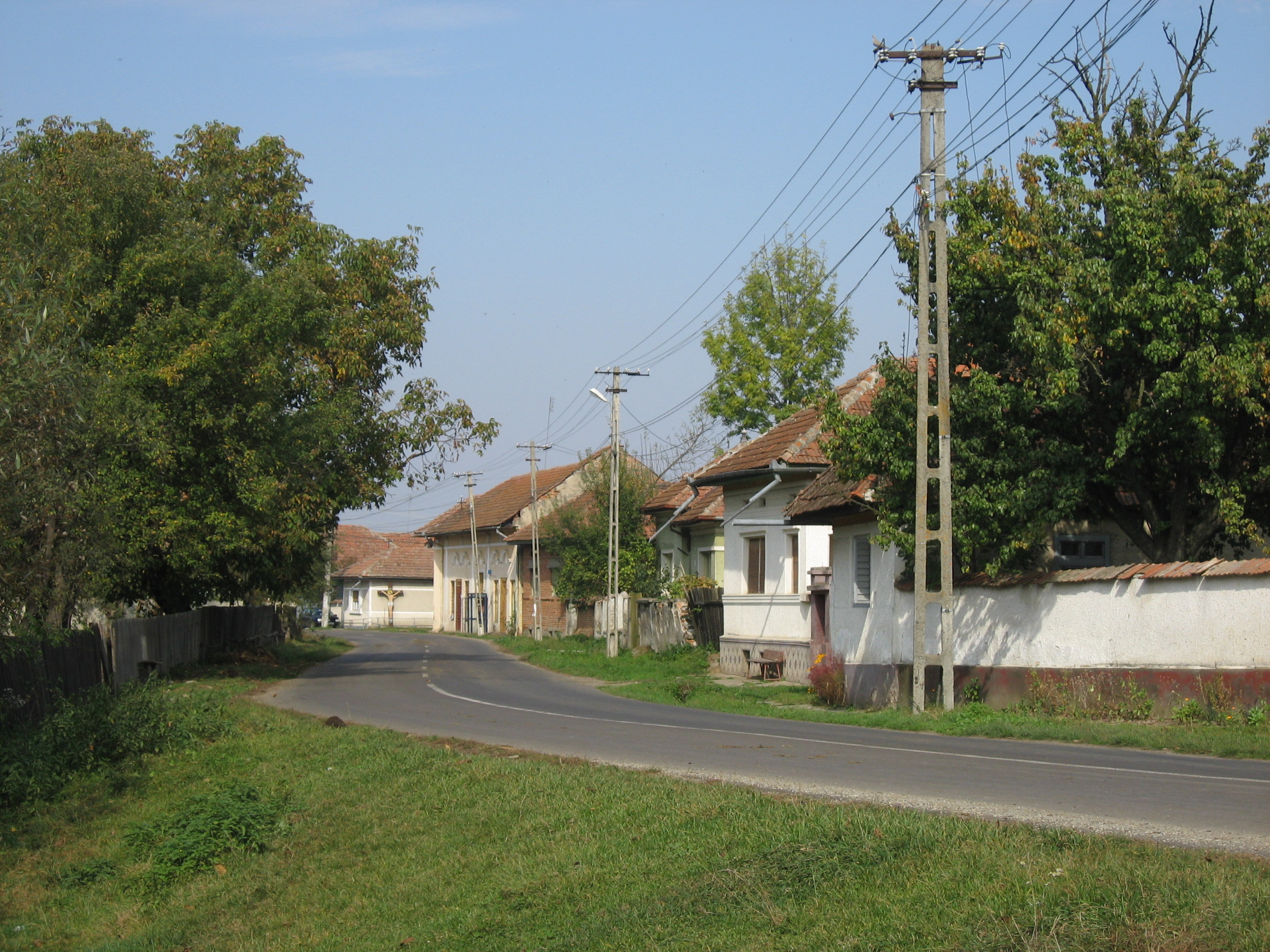
Uliță
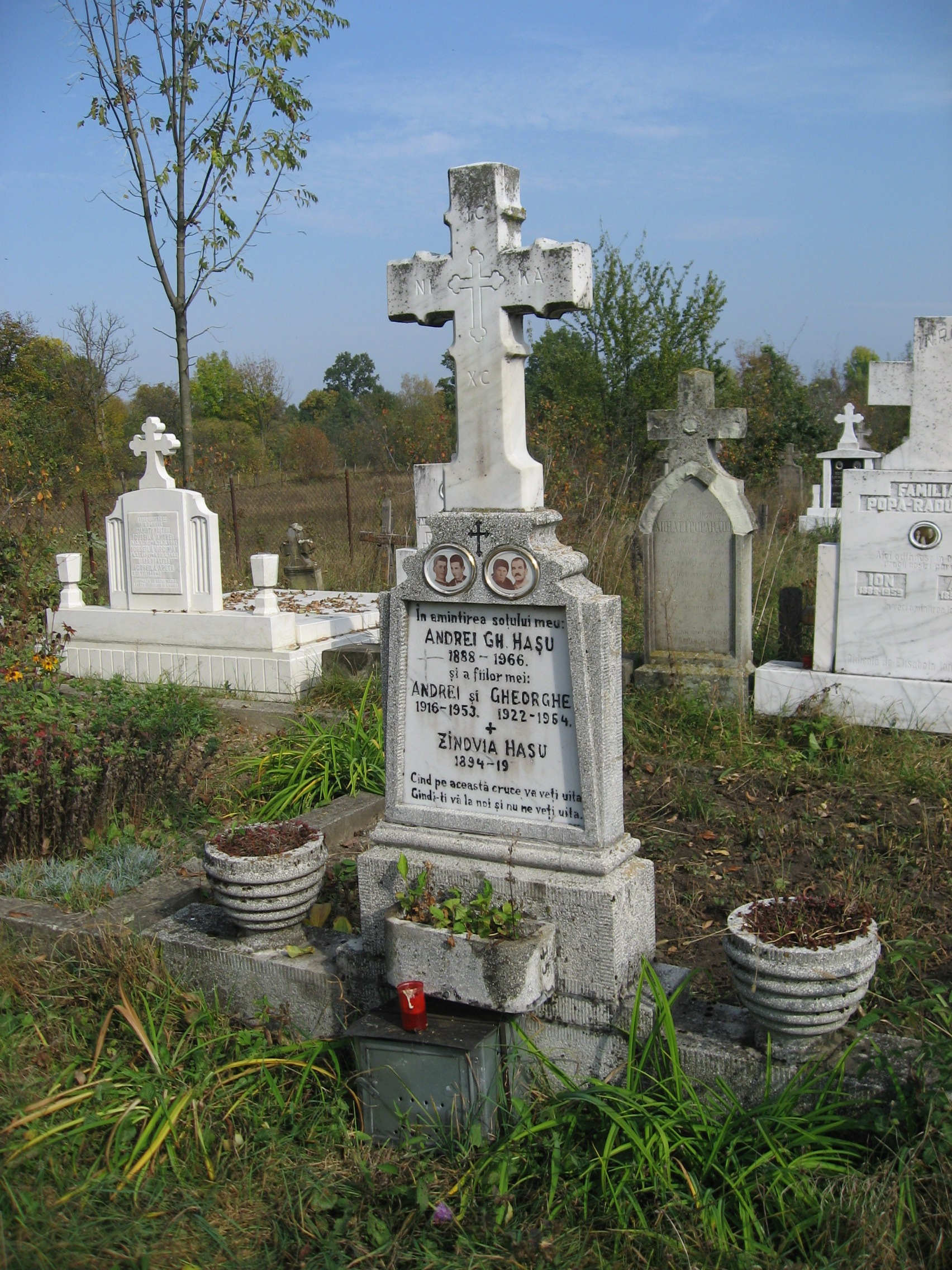
Mormântul partizanilor anticomuniști Andrei și Ghiță Hașu